# Großsteingrab Græse 1
Das Großsteingrab Græse 1 war eine megalithische Grabanlage der jungsteinzeitlichen Nordgruppe der Trichterbecherkultur im Kirchspiel Græse in der dänischen Kommune Frederikssund. Es wurde wohl um 1890 zerstört.

## Lage
Das Grab befand sich nordnordöstlich von Græse Bakkeby auf einem Feld. In der näheren Umgebung gibt bzw. gab es zahlreiche weitere megalithische Grabanlagen.

## Forschungsgeschichte
Im Jahr 1890 führten Mitarbeiter des Dänischen Nationalmuseums eine Dokumentation der Fundstelle durch. Zu dieser Zeit waren nur noch geringe Reste der Anlage erhalten. Bei einer weiteren Dokumentation im Jahr 1942 waren keine baulichen Überreste mehr auszumachen.

## Beschreibung
Die Anlage besaß eine nord-südlich orientierte längliche Hügelschüttung unbekannter Größe, die 1890 nur noch in Resten erhalten war. Über eine mögliche steinerne Umfassung ist nichts bekannt. Der Hügel enthielt eine Grabkammer, die bereits vor 1890 zerstört worden war. Sie hatte einen rechteckigen Grundriss und ist als Urdolmen anzusprechen. Über die Orientierung und die Maße liegen keine Angaben vor. Die Kammer bestand aus je einem Wandstein an jeder Seite.